# Jan Johannes Bosma

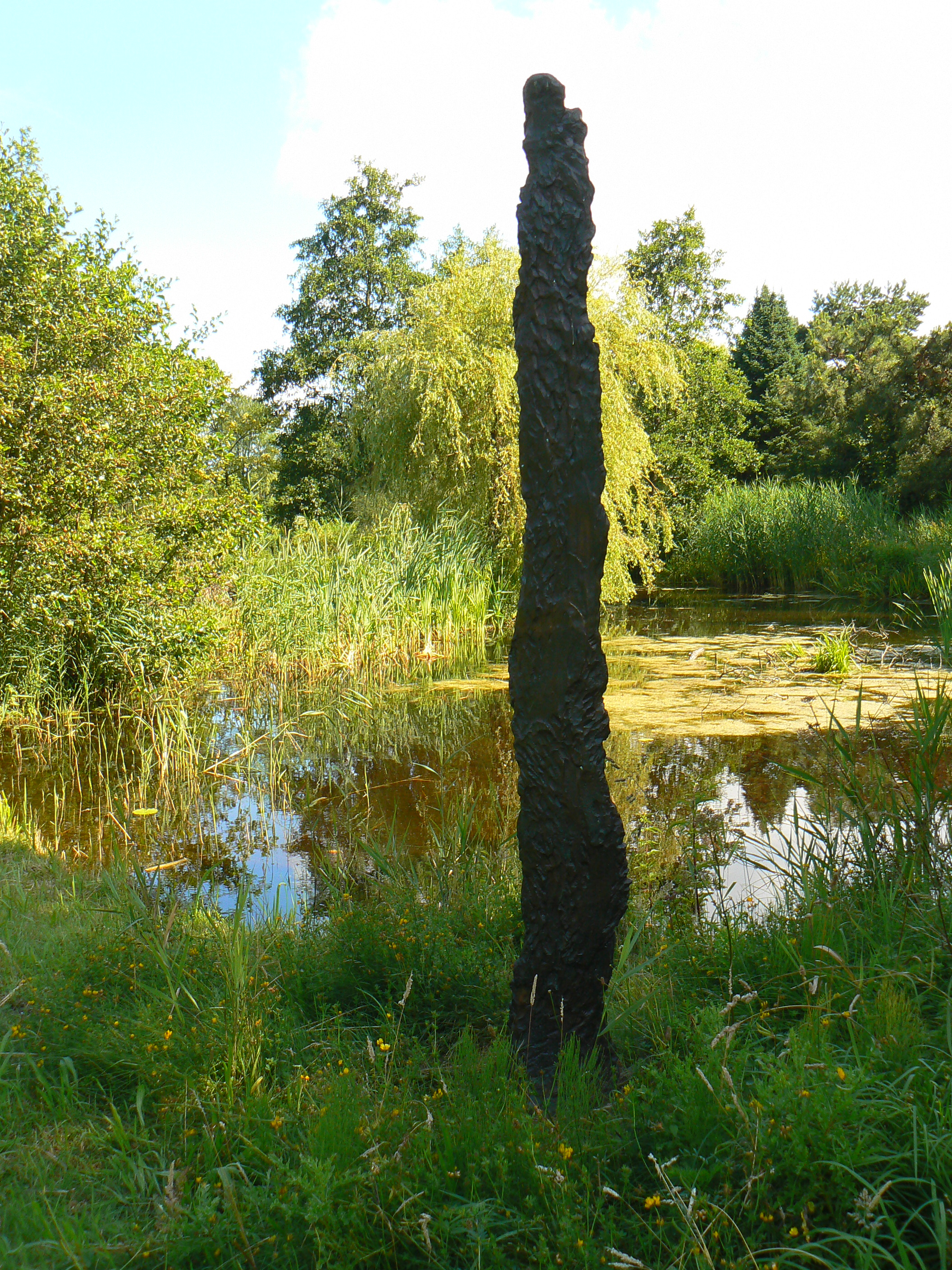
Siegerpark

Jan Johannes Bosma (ook wel Jan Bosma of Johannes Bosma) (Amsterdam, 25 juli 1896 - aldaar, 18 februari 1988) was een Nederlands tuinarchitect en tekenaar.
Bosma is opgeleid aan de Teekenschool voor Kunstambachten te Amsterdam. Als tekenaar heeft hij onder meer botanische tekeningen, topografische prenten en affiches gemaakt.
Als architect heeft hij het Siegerpark (1936) en het "oude" (1936) en nieuwe (1965) Bijenpark in Amsterdam ontworpen, in Engelse landschapsstijl.
Het grootste gedeelte van de Tweede Wereldoorlog (1941-1945) heeft Bosma gevangen gezeten in concentratiekamp Oranienburg, (Sachsenhausen) als straf voor een handgemeen met een NSB'er in een Amsterdamse tram. Mede dankzij zijn kennis van eetbare planten heeft hij de ontberingen van het concentratiekamp overleefd. Na de bevrijding van Sachsenhausen door de Russen is Bosma op eigen kracht naar Nederland teruggekeerd. Een tekening van de plattegrond van Sachsenhausen van de hand van Bosma bevindt zich thans in het archief van het NIOD.
Jan Bosma was de broer van Wim Bosma, Amsterdams kunstschilder en lid van kunstenaarsvereniging De Onafhankelijken.